# Besòs Mar (Metro Barcelona)
Besòs Mar ist eine unterirdische Station der Metro Barcelona. Sie befindet sich im Stadtteil Sant Martí. Die Station wird von der Metrolinie 4 bedient. Es besteht Umsteigemöglichkeit zu drei Buslinien an der oberirdischen Haltestelle.

## Geschichte
Die Station wurde am 15. Oktober 1982 im Zuge der Eröffnung der östlichen Verlängerung der Linie 4 von Selva de Mar nach La Pau unter dem Namen La Mina in Betrieb genommen. Bei der Eröffnung versprach Barcelonas Bürgermeister Narcís Serra die baldige Umbenennung des U-Bahnhofs. Zuvor hatten sich mehrere Nachbarschaftsverbände über den schlechten Ruf des Viertels La Mina beklagt. Die Umbenennung erfolgte einhergehend mit der Verlängerung der Linie 4 nach Pep Ventura am 22. April 1985. Da der Name des benachbarten Viertels El Besós y Maresme bereits vergeben war, fiel die Wahl auf Besós Mar.